# World Possible

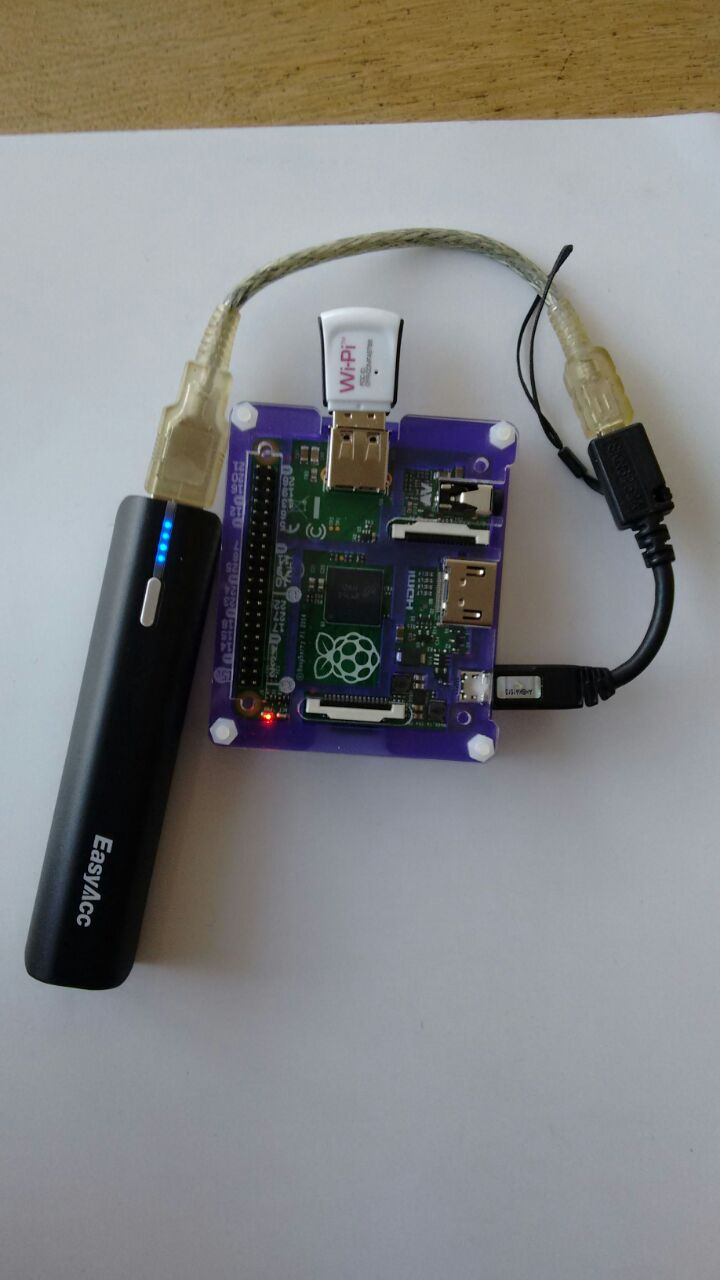
Raspberry Pi folosind RACHEL, alimentat de o baterie

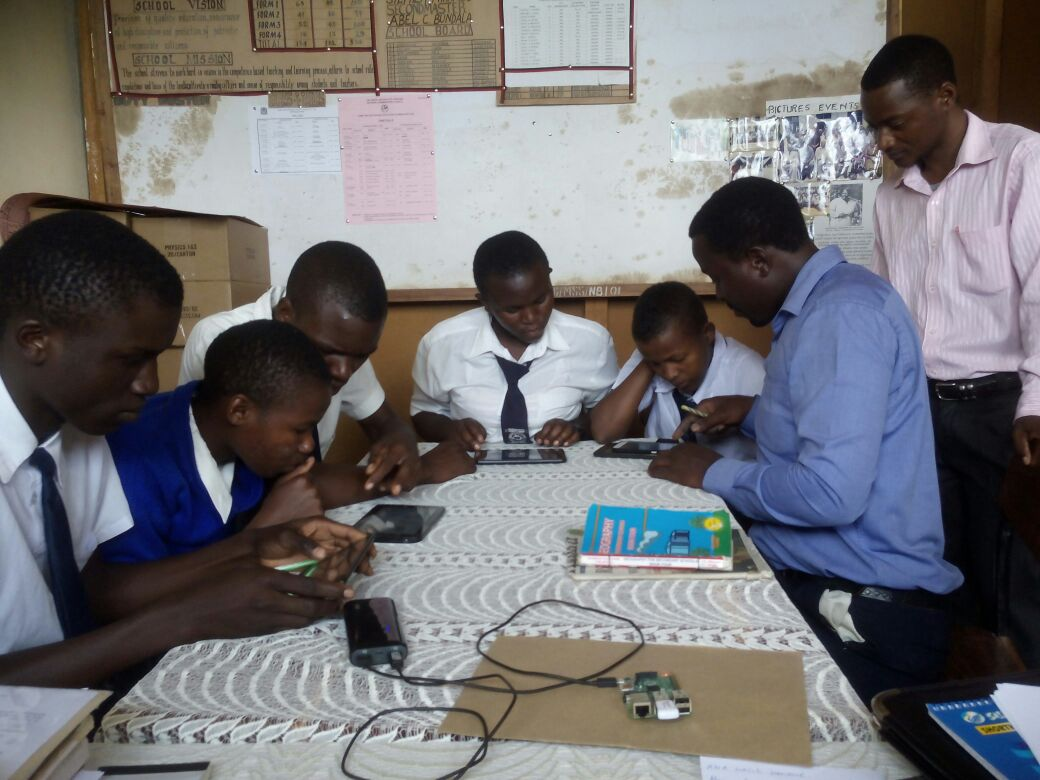
Elevii dintr-un liceu din Tanzania, fără electricitate, folosind RACHEL pe un computer donat de Raspberry Pi.

World Possible este o organizație non-profit care produce și distribuie RACHEL (Remote Area Community Hotspot for Education and Learning), care găzduiește conținut educațional gratuit, cum ar fi Academia Khan, Wikipedia, Project Gutenberg și altele, printre care Wi-Fi pe computerul Raspberry Pi. RACHEL este conceput astfel încât studenții sau școlile care nu au conexiuni la internet, dar care au dispozitive (cum ar fi: telefoanele mobile) care pot primi date prin Wi-Fi să poată accesa conținut educațional prin intermediul serverului RACHEL. Conținutul a fost adaptat pentru a răspunde cererii relevante la nivel local.

## Legături externe
- Site web oficial